# 利奧尼亞 (新澤西州)
利奧尼亞（英語：Leonia）是位於美國新澤西州伯根縣的自治市鎮。

## 人口
根據2020年美國人口普查的數據，利奧尼亞的面積為4.22平方千米，當中陸地面積為3.94平方千米，而水域面積為0.27平方千米。當地共有人口9304人，而人口密度為每平方千米2,205人。